# Sidi Ayad
Sidi Ayad (în arabă سيدي عياد) este o comună din provincia Béjaïa, Algeria.
Populația comunei este de 5.416 locuitori (2008).